# Anatómiai teátrum

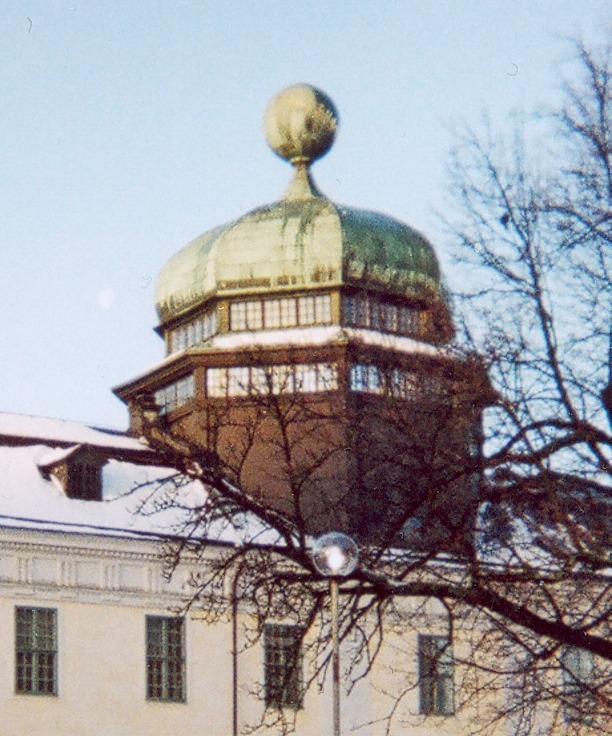
A Gustavianum egy részlete Uppsalában, 1663-ban az anatómiai tetárumnak otthont adó kupolája

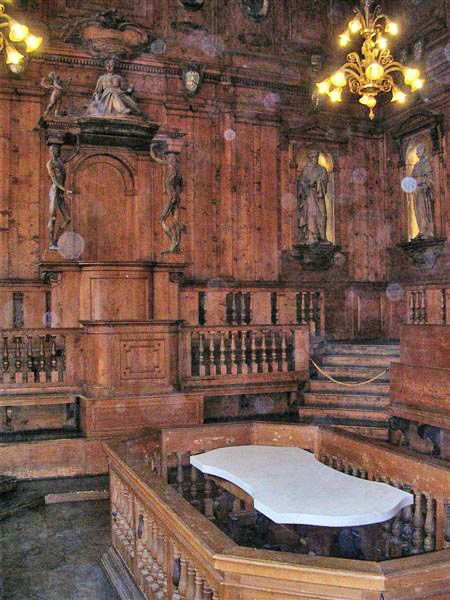
Anatómiai teátrum, amely 1637-ben létesült az 1563 óta álló bolognai Archiginnasióban (Bolognai Egyetem)

Az anatómiai teátrum (latinul: Theatrum Anatomicum) a korai modern egyetemeknek az anatómia oktatásban használt intézménye volt, ahol nyilvános anatómia előadásokat és boncolást tartottak.

## Leírás
Az anatómiai teátrum, a halandóság temploma, a 16. században létesült és virágzott elsősorban olasz, francia és holland városokban. A teátrum általában egy amfiteátrumszerűen kialakított épületben vagy épületrészben működött, a helyiség középpontjában állt a  boncasztal, amelyen az emberi vagy állati testek boncolása zajlott. Az asztal körül körkörösen, ellipszis vagy nyolcszögletű formájú meredeken felvezető karzatok voltak, hogy a diákok vagy más megfigyelők – a város érdeklődő elitje – megfelelően ráláthassanak felülről is, nemcsak az elöl lévő sorokban állók. Gyakori volt, hogy a teátrum egyes részein csontvázakat állítottak ki; Leidenben 17. századi ábrák azt mutatják, hogy az élő megfigyelők mellett valóban több állat- és emberi csontváz is állt a sorokban, amelyek közül némelyik olyan feliratokat tartalmazott, mint a Memento mori, azaz szabadon fordítva: „Az élet múlandó".
Az első anatómiai teátrum 1594-ben épült a Padovai Egyetemen, amelyet eredeti formájában mai napig megőriztek. A további korai példák közé tartozik a Leideni Egyetem Theatrum Anatomicumja, amelyet 1596-ban építettek és 1988-ban újították fel, valamint az Archiginnasio palota (1563) anatómiai teátruma (1637) Bolognában.
Svédországban az orvosprofesszor és amatőr építész, Olaus Rudbeck vezetésével 1663-ban készült el az anatómiai teátrum az Uppsalai Egyetem számára, melyet Rudbeck a Gustavianum épülete tetején álló egyedi kupolában helyeztetett el, az épület ekkor az egyetem főépülete volt. Rudbeck több időt töltött Leidenben, és mind az anatómiai teátrum, mind az 1655-ben Uppsalában alapított botanikus kert Rudbeck ottani tapasztalatainak nyomát mutatják. Ma a Gustavianum a Gustavianum Múzeum néven a nyilvánosság számára is megtekintehtő.
Az USA-ban Thomas Jefferson a Virginia Egyetem számára építtetett anatómiai teátrumot. Kialakítása 1827-ben fejeződött be, de 1939-ben lebontották az Alderman Könyvtár építése után.
Az anatómiai teátrumokban zajló nyilvános demonstrációk során a bíróság által kimondott halálos ítélet végrehajtása után, a kivégzettek akasztófáról leszedett holttestét boncolták fel. A tetemeket nem tudták tartósítani, ezért a boncolásokra általában a téli hónapokban került sor. Az anatómiai teátrumok Európa nagyvárosainak népszerű látványosságai közé is tartoztak, jelentős közönséget vonzottak, pedig az épületek többszintes, 400-500 ülőhelyes előadótermeibe nem lehetett ingyen bejutni. Az esemény kisebb vagy nagyobb szünetekkel órákon, néha napokon át tartott. A több száz ember részvételével zajló anatómiai előadások az orvosi fakultás képviselőinek bevonulásával kezdődtek, őket követték a városatyák, majd a világi és egyházi hatóságok képviselői, végül a helyi notabilitások. Egy ilyen anatómiai előadás Rembrandt híres, Nicolaes Tulp doktor anatómiája (1632) című festményén is jól látható.
- Anatómiai teátrum a Boerhaavei Múzeumban (2010)
- A Leideni Egyetem anatómiai teátruma a 17. század elején
- A Padovai Egyetem anatómiai teátruma
- Egy modern anatómiai bemutató, ahol modellezett testre vetítenek a Padovai Múzeumban